# 松本晃市郎
松本 晃市郎（まつもと こういちろう、1986年3月7日 - ）は、ジョビン名義で活動する日本の元総合格闘家、YouTuber、プロゲーマー、お笑い芸人。第4代DEEPフェザー級王者。2018年3月から2024年2月まで吉本興業に所属していた。徳島県出身。

## 来歴
徳島市助任小学校卒業。徳島県立城ノ内高等学校時代に柔道を始め、県大会66kg級で優勝。高校卒業後、お笑い芸人を目指して大阪に移住し、吉本総合芸能学院（NSC大阪校27期生）に入学。ボケ担当として「センターマイク」というコンビを組んでいた（2年ほどで解散）。
NSCに通いながらP'sLAB大阪で総合格闘技の練習を始める。その後、同じくP'sLABに通っていた八木真澄（サバンナ）と知り合いになり、その縁で今田耕司、山下しげのり（ジャリズム）に紹介され、今田が道場長を務める今田道場の所属選手となり上京し、2006年にアマチュア総合格闘技デビュー。

### 格闘家として
2007年5月6日、パンクラスのネオブラッド・トーナメントライト級（-69kg）でプロデビュー。荒牧拓にサッカーボールキックでTKO勝利。続く7月27日の決勝で五十里祐一に判定負け。準優勝となった。
2007年12月12日、DEEP初参戦となったDEEP 33 IMPACTで吉田幸治と対戦。元ボクシング日本ランカーの吉田に右フックでTKO勝ちを収めた。
2008年10月23日、DEEP 38 IMPACTで雷暗暴と対戦し、判定勝ち。
2009年2月20日、DEEP 40 IMPACTのライト級王座決定トーナメント1回戦で中尾受太郎と対戦し、判定勝ち。4月16日、DEEP 41の決勝では菊野克紀と対戦し、KO負け。王座獲得に失敗した。
2010年3月20日、キックボクシング初挑戦となった「BUNGELING BAY SPIRIT 縁 〜enishi〜」でMIKOTOと対戦し、1-0の判定ドロー。
2010年7月3日、DEEP 48 IMPACTでDEEPフェザー級王者大塚隆史に挑戦し、3-2の判定勝ちを収め王座獲得に成功した。
2010年12月11日、DEEP 51 IMPACTで昇侍と対戦し、スタンドパンチ連打によるTKO勝ちを収めた。
2011年5月29日、DREAM初出場となったDREAM JAPAN GPで修斗世界ライト級（-65kg）王者リオン武と対戦し、パウンドでTKO負け。
2011年7月8日、DEEP 55 IMPACTの記者会見にて「次の防衛戦で勝っても負けても引退します。もう一度、お笑いで勝負したいと思っています」と引退宣言をした。
2011年8月26日、引退試合としてDEEP 55 IMPACTのDEEPフェザー級タイトルマッチにて長倉立尚と対戦。パンチの連打で長倉を棒立ちにさせたところで相手セコンドよりタオル投入。TKO勝ちで有終の美を飾った。

### 格闘家引退後
2012年、お笑い芸人として復帰し、お笑いコンビ「センターマイク」を再結成。その傍らフィットネス格闘技ジム「Honey Trap」の会長を務める。
2018年3月7日、よしもとクリエイティブ・エージェンシー所属の初のプロゲーマーとなり、プロチーム「よしもとゲーミング」に所属した。プレイヤーネームはジョビン。2021年8月18日、不適切な行為があったとして「よしもとゲーミング」を除名される。

## 戦績

### プロ総合格闘技
| 総合格闘技 戦績 | 総合格闘技 戦績 | 総合格闘技 戦績 | 総合格闘技 戦績 | 総合格闘技 戦績 | 総合格闘技 戦績 | 総合格闘技 戦績 |
| --------------- | --------------- | --------------- | --------------- | --------------- | --------------- | --------------- |
| 16 試合         | (T)KO           | 一本            | 判定            | その他          | 引き分け        | 無効試合        |
| 13 勝           | 7               | 0               | 6               | 0               | 0               | 0               |
| 3 敗            | 2               | 0               | 1               | 0               | 0               | 0               |

| 勝敗 | 対戦相手   | 試合結果                            | 大会名                                                                   | 開催年月日     |
| ○    | 長倉立尚   | 2R 2:48 TKO（タオル投入）           | DEEP 55 IMPACT 【DEEPフェザー級タイトルマッチ】                          | 2011年8月26日  |
| ×    | リオン武   | 1R 6:51 TKO（右フック→パウンド）    | DREAM JAPAN GP -2011バンタム級日本トーナメント-                          | 2011年5月29日  |
| ○    | 昇侍       | 3R 1:49 TKO（スタンドパンチ連打）   | DEEP 51 IMPACT                                                           | 2010年12月11日 |
| ○    | 大塚隆史   | 5分3R終了 判定3-2                   | DEEP 48 IMPACT 【DEEPフェザー級タイトルマッチ】                          | 2010年7月3日   |
| ○    | Barbaro44  | 1R 1:29 KO（パンチ）                | CLUB DEEP 富山 〜野蛮人祭り8〜                                           | 2010年5月16日  |
| ○    | 杉内勇     | 5分2R終了 判定3-0                   | DEEP CAGE IMPACT 2009 第1部                                              | 2009年12月19日 |
| ○    | 清水俊一   | 5分2R終了 判定3-0                   | DEEP 43 IMPACT                                                           | 2009年8月23日  |
| ×    | 菊野克紀   | 1R 4:32 KO（右ストレート）          | DEEP 41 IMPACT 【ライト級王座決定トーナメント 決勝】                     | 2009年4月16日  |
| ○    | 中尾受太郎 | 5分3R終了 判定3-0                   | DEEP 40 IMPACT 【Pライト級王座決定トーナメント 1回戦】                   | 2009年2月20日  |
| ○    | 雷暗暴     | 5分2R終了 判定3-0                   | DEEP 38 IMPACT                                                           | 2008年10月23日 |
| ○    | 井上誠午   | 2R 1:32 TKO（右アッパー）           | DEEP 37 IMPACT                                                           | 2008年8月17日  |
| ○    | 伊藤有起   | 5分2R終了 判定2-0                   | DEEP 35 IMPACT                                                           | 2008年5月19日  |
| ○    | 吉田幸治   | 2R 2:04 TKO（右フック）             | DEEP 33 IMPACT                                                           | 2007年12月12日 |
| ○    | 梅田恒介   | 1R 1:11 TKO（パンチ連打）           | club DEEP in Zepp Sendai                                                 | 2007年10月28日 |
| ×    | 五十里祐一 | 5分2R終了 判定0-3                   | PANCRASE 2007 RISING TOUR 【ネオブラッド・トーナメント ライト級 決勝】   | 2007年7月27日  |
| ○    | 荒牧拓     | 2R 4:48 TKO（サッカーボールキック） | PANCRASE 2007 RISING TOUR 【ネオブラッド・トーナメント ライト級 準決勝】 | 2007年5月6日   |

### アマチュア総合格闘技
| 勝敗 | 対戦相手                  | 試合結果           | 大会名                                                             | 開催年月日     |
| ○    | 小見川和隆                | 1R 2:24 TKO        | 第19回パンクラスゲート2 ワンマッチ大会 【パンクラスゲート2ルール】 | 2006年12月24日 |
| △    | 太田純一                  | 5分2R終了 時間切れ | PANCRASE 2006 BLOW TOUR 【パンクラスゲート】                       | 2006年1月29日  |
| ○    | MARCELO YASUYUKI NAKAMURA | 1R 0:56 TKO        | 第4回西日本パンクラスゲート2大会 【パンクラスゲート2ルール】       | 2006年1月29日  |

### キックボクシング
| 勝敗 | 対戦相手 | 試合結果       | 大会名                             | 開催年月日    |
| △    | MIKOTO   | 3R終了 判定1-0 | BUNGELING BAY SPIRIT 縁 〜enishi〜 | 2010年3月20日 |

## 獲得タイトル
- 第4代DEEPフェザー級王座（2010年）
- JeSU公認プロゲーマーライセンス獲得（2019年)